# Dasyprocta cristata
Dasyprocta cristata és una espècie de mamífer rosegador de la família dels dasipròctids. Viu a la Guaiana Francesa, Guyana i Surinam. El seu hàbitat natural són els boscos humits de plana i els boscos secundaris. És una espècie en risc mínim, és a dir, no sembla que hi hagi cap amenaça significativa per a la seva supervivència. Té la cresta del cap de color negre, mentre que el llom i les parts posteriors són de color rovellat llampant.